# John Yates Beall

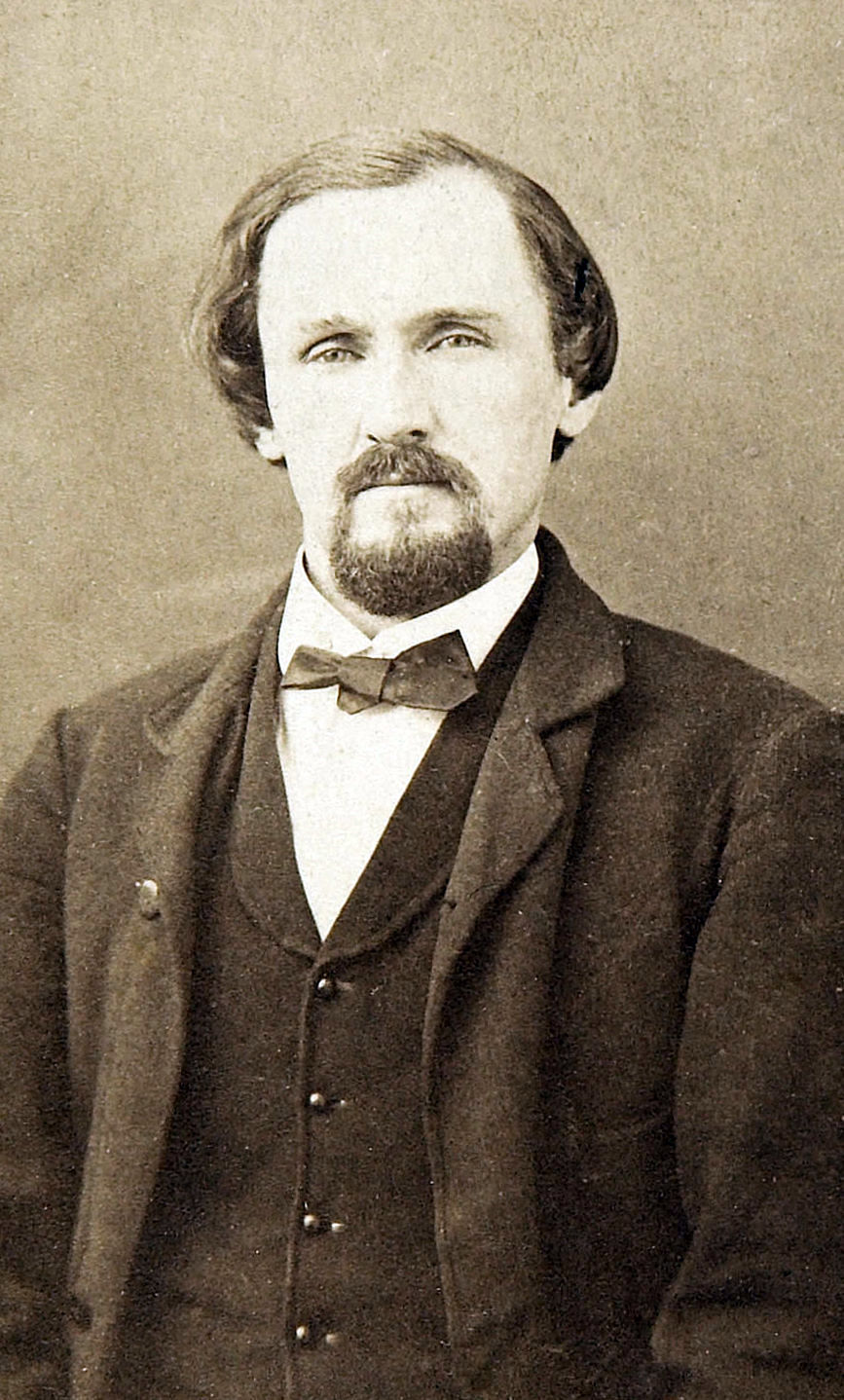
John Yates Beall

John Yates Beall (* 1. Januar 1835 im Jefferson County, Virginia; † 24. Februar 1865 in Fort Columbus, Governors Island, New York City) war ein Freiwilliger im Heer der Konföderation, der als Spion und Guerillakämpfer gegen Ende des amerikanischen Bürgerkrieges hingerichtet wurde.

## Leben
Beall kam aus einer angesehenen Familie im Jefferson County im heutigen West Virginia. Er war der zweite von vier Söhnen und das vierte von neun Kindern von George Brook und Janet Yates Beall. Der Vater war ein wohlhabender Farmer. Ab 1852 studierte Beall Jura an der University of Virginia, was er aber nach dem Tod seines Vaters aufgab, um 1855 die Farm zu übernehmen. Bei Beginn des Bürgerkrieges meldete er sich freiwillig zur 2. Virginia Infantry, schied aber nach einem Lungenschuss in der Ersten Schlacht am Bull Run aus dem aktiven Dienst aus. Er plante für die Konföderierten auf den Großen Seen den Schiffsverkehr mit einem Kaperschiff unsicher zu machen, was aber von offizieller Seite abgelehnt wurde, um die Beziehungen zu Großbritannien nicht zu gefährden. Er erhielt aber den Rang eines Kapitäns (Acting Master) der Marine der Konföderierten ohne Kommando. Daraufhin hob er selbst eine Mannschaft aus und begann mit den Schiffen The Raven und The Swan Kaperfahrten auf dem Potomac River und in der Chesapeake Bay, eroberte kleinere Schiffe der Nordstaaten, unterbrach ein unterseeisches Telegraphenkabel und zerstörte teilweise den Leuchtturm von Cape Charles. Im November 1863 wurde er gefangen genommen und in Fort McHenry in Baltimore eingesperrt, bis er im Mai 1864 ausgetauscht wurde.
Sein nächster Plan war, konföderierte Gefangene auf Johnson’s Island im Eriesee zu befreien. Er zog wieder auf eigene Faust mit einer Gruppe Freiwilligen nach Kanada und es gelang ihm auch zunächst im September 1864, zwei Schiffe zu kapern, die Dampfschiffe Philo Parsons und Island Queen auf dem Eriesee bei Kelley’s Island, die Passagiere und Fracht transportierten. Seinem Plan, auch ein Nordstaaten-Kanonenboot zu kapern, widersetzte sich die Mannschaft. Die Gruppe kehrte zum kanadischen Ufer zurück und löste sich auf.
Beall beabsichtigte nun, einen Eisenbahntransport mit konföderierten gefangenen Offizieren entgleisen zu lassen. Dazu unternahm er mehrere vergebliche Versuche nahe Buffalo. Die Züge transportierten die Gefangenen von Johnson’s Island nach Fort Warren im Hafen von Boston. Er wurde aber beim dritten Versuch nahe der Eisenbahnstation Suspension Bridge in Niagara am 16. Dezember 1864 gefangen genommen und in Fort Lafayette inhaftiert (seine Komplizen entkamen). General John Adams Dix stellte ihn vor ein Militärgericht unter Ausschluss der Öffentlichkeit (aber mit dem prominenten New Yorker Strafverteidiger James T. Brady als Verteidiger) und er wurde am 8. Februar wegen Spionage und Verletzung der Kriegsgesetze (er trug Zivilkleidung bei seiner Verhaftung) zum Tode verurteilt. Beall wurde daraufhin zur Hinrichtung nach Fort Columbus auf Governors Island überführt, gegenüber der Stadt New York im Hudson gelegen. Erst jetzt wurde der Fall in den Zeitungen bekannt. Freunde in hohen Positionen, die Beall noch aus seiner Studentenzeit hatte oder die sich der Familie verbunden fühlten, eilten ihm zu Hilfe und formulierten Petitionen. Sechs US-Senatoren, viele Kongressabgeordnete und andere Prominente wandten sich an Präsident Abraham Lincoln wegen einer Begnadigung, was dieser aber ablehnte. Beall wurde gehängt.
Angeblich wandte sich auch der Schauspieler John Wilkes Booth an Lincoln, woraus Spekulationen entstanden, dies wäre ein Motiv für sein Attentat auf Lincoln gewesen. Nach dieser Legende wollte Lincoln zunächst Beall begnadigen, was er auch Booth bei einer Begegnung versprach, wurde aber von seinem Außenminister William H. Seward, der aus New York kam und um die Sicherheit dort fürchtete, umgestimmt. Die Geschichte von Booths Gnadengesuch wurde schon in den 1870er Jahren von Journalisten (Mark Pomeroy, Herausgeber des von ihm 1860 gegründeten La Crosse Democrat in Wisconsin, der gegen Lincoln hetzte, und später Herausgeber von Pomeroy´s Democrat) lanciert und vom Senats-Sekretär John Weiss Forney, der Booth der Legende nach beim Gnadengesuch unterstützt haben sollte, 1876 öffentlich als Erfindung zurückgewiesen. Es gibt auch keinerlei Hinweis, dass Booth Beall kannte oder sogar – wie die Legende behauptete – ein persönlicher Freund oder Studienkollege war. Unter den vielen Gnadengesuchen für Beall taucht nirgendwo der Name Booth auf.
In Wirklichkeit blieb Lincoln von Anfang an hart. Er wollte die Autorität von Dix, dem militärischen Befehlshaber in New York, nicht gefährden und verschloss sich schon Tage vor der Hinrichtung allen Bittgesuchen. Dix hatte 1863 die Draft Riots in New York beendet und verdächtigte Beall, an konföderierten Versuchen zur Brandstiftung in New York im November 1864 beteiligt gewesen zu sein, obwohl dieser das abstritt. Die Schuldigen wurden gefasst und einen Monat nach Beall hingerichtet.
Beall hinterließ ein Tagebuch. Er liegt in Charles Town im Jefferson County begraben.